# Proteeae
Tribu
Les Proteeae sont une tribu de bacilles Gram négatifs (BGN) de la famille des Morganellaceae qui regroupe trois genres : Morganella, Proteus et Providencia.

## Taxonomie
Cette tribu est décrite pour la première fois en 1919 sous le nom de « Proteæ » par A. Castellani et A.J. Chalmers dans la troisième édition de leur manuel de médecine tropicale. 